# Torneio Mário Coutinho
Troféu Mário Coutinho foi um certame de futebol em comemoração aos 53 anos do América. Foi uma homenagem ao membro do Conselho Superior e ex-tesoureiro da Federação Mineira falecido em 09/04/1965.
Todos os jogos foram disputados no Estádio Independência (Belo Horizonte)

## Equipes participantes
| Clubes Participantes      |
| ------------------------- |
| Cruzeiro Esporte Clube    |
| Clube Atlético Mineiro    |
| América Futebol Clube     |
| Esporte Clube Siderúrgica |

## Súmulas
1ª Rodada
AMÉRICA  2 x 3 ATLÉTICO - MG
Data: 02/05/1965
Gols: Jair Bala, Nei (Ame); Toninho 2, Paulista (Atl)
CRUZEIRO 3 x 2 SIDERÚRGICA
Data: 16/05/1965
Gols: Dalmar, Fescina, Ílton Chaves (Cruz); Zé Emílio 2 (Sid)
2ª Rodada
CRUZEIRO 2 x 1 AMÉRICA
Data: 05/05/1965
Gols: Dalmar, Wilson Almeida (Cruz); Roberto Mauro (Amé)
ATLÉTICO - MG 1 x 1 SIDERÚRGICA
Gols: ?
3ª Rodada
CRUZEIRO 3 x 2 ATLÉTICO - MG
Data: 09/05/1965
Gols: Dalmar 2, Tostão (Cruz); Toninho 2 (Atl)
AMÉRICA  1 x 2 SIDERÚRGICA
Gols: Mosquito (Ame); Silvestre, Tião (Sid)

## Campeão
| Torneio Mário Coutinho       |
| ---------------------------- |
| CRUZEIRO Campeão (1º título) |